# Meadow Lakes
Meadow Lakes ist ein census-designated place (CDP) im Matanuska-Susitna Borough in Alaska in den Vereinigten Staaten. Das Gebiet liegt zwischen dem Little Susitna River und dem Schienennetz der Alaska Railroad in der Nähe der Städte Wasilla und Houston und ist über den George Parks Highway zugänglich. Das U.S. Census Bureau hat bei der Volkszählung 2020 eine Einwohnerzahl von 9.197 ermittelt.

## Geschichte
Um 1906 wurde die Carle Wagon Road (jetzt Wasilla-Fishhook Road genannt) gebaut, die als Durchgangsstraße zu den Goldminen des Willow Creek Mining Districts diente. Nach dem Zweiten Weltkrieg wurde das Gebiet besiedelt. Der George Parks Highway wurde 1971 fertiggestellt. Geringe Wohnungskosten, der ländliche Lebensstil und Arbeitsmöglichkeiten in Palmer, Wasilla und Anchorage führten zu einem schnellen Bevölkerungswachstum.

## Demografie
Zum Zeitpunkt der  Volkszählung im Jahre 2000 hatte Meadow Lakes CDP 4819 Einwohner auf einer Landfläche von 173,4 km², das entspricht ca. 28 Einwohner pro Quadratkilometer. Das Durchschnittsalter betrug 32,7 Jahre (nationaler Durchschnitt der USA: 35,3 Jahre). Das Pro-Kopf-Einkommen (engl. per capita income) lag bei US-Dollar 17.295 (nationaler Durchschnitt der USA: US-Dollar 21.587). 17,1 % der Einwohner lagen mit ihrem Einkommen unter der Armutsgrenze (nationaler Durchschnitt der USA: 12,4 %). 18,3 % der Einwohner sind deutschstämmig.